# Station James Street
James Street is een spoorwegstation van National Rail in Liverpool, Liverpool in Engeland. Het station is eigendom van Network Rail en wordt beheerd door Merseyrail. 

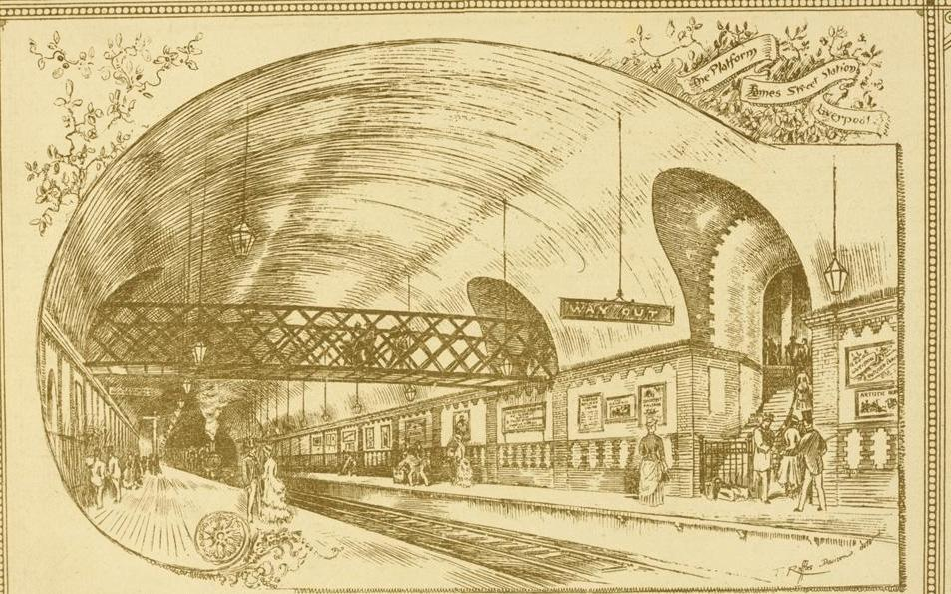
Perrons, 1886
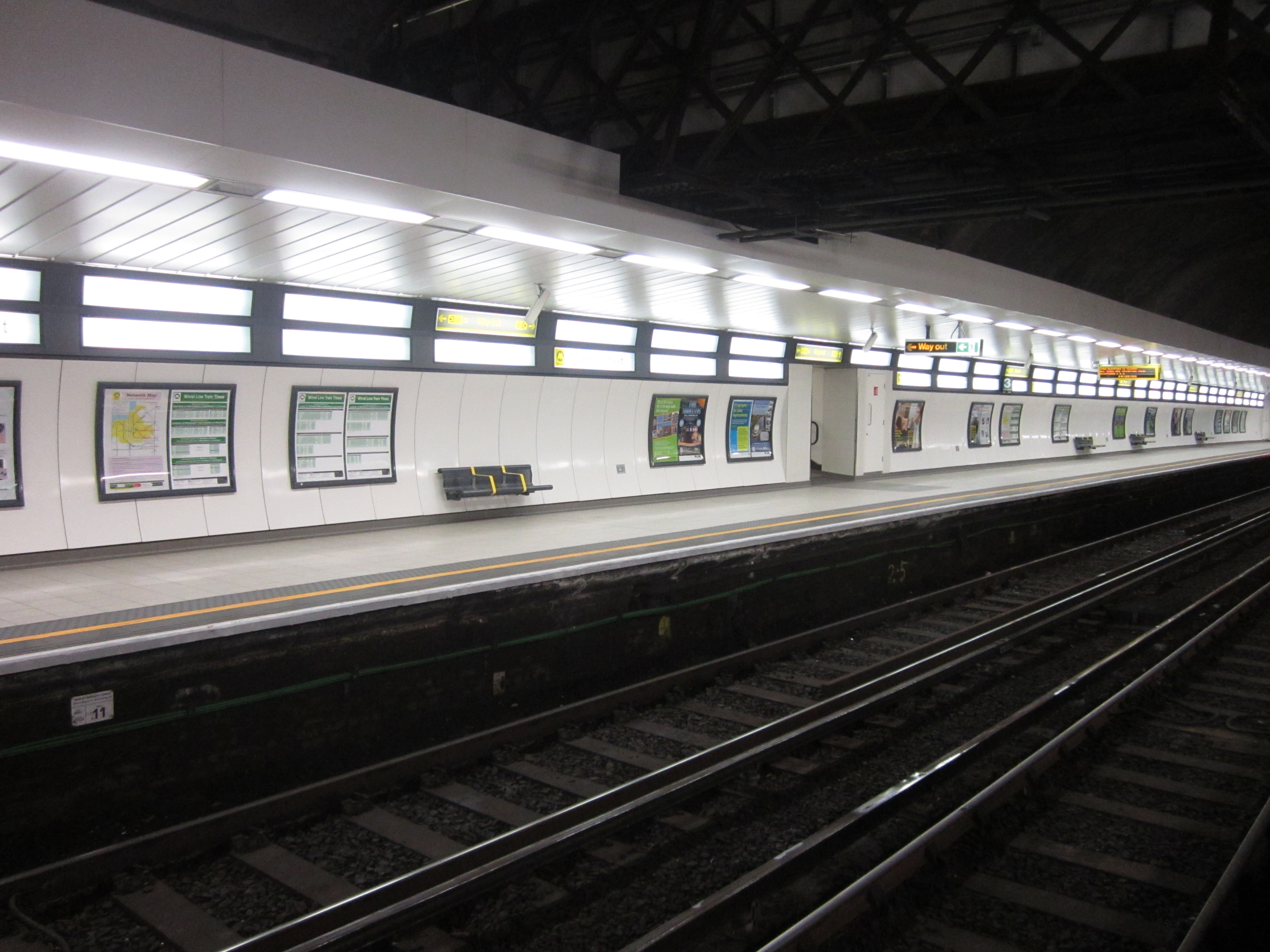
Perrons, 2013
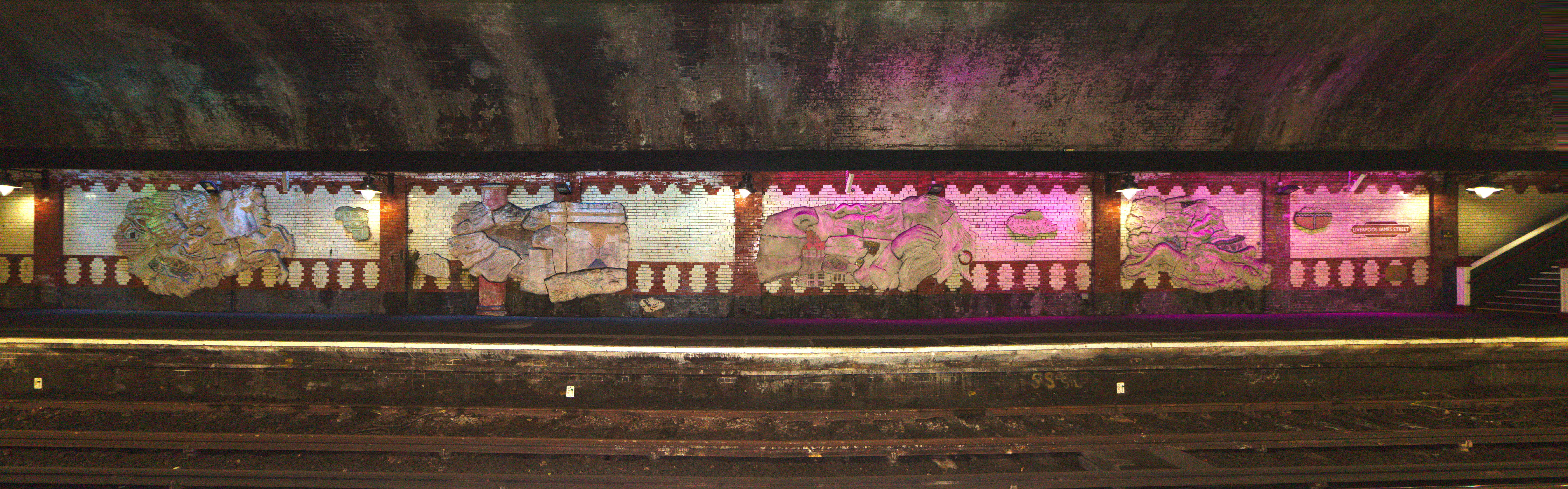
Kunstwerk op (het zelden gebruikte) perron 2